# Musikjahr 1571
Liste der Musikjahre

◄◄ | ◄ | 1567 | 1568 | 1569 | 1570 | Musikjahr 1571 | 1572 | 1573 | 1574 | 1575 | ► | ►►

Weitere Ereignisse
Dieser Artikel behandelt das Musikjahr 1571.

## Ereignisse

### Heiliges Römisches Reich

#### Hofkapelle von Kaiser Maximilian II.
- Carl Luython ist seit 1566 Chorknabe in der Hofkapelle von Kaiser Maximilian II. Dort bekommt er neben seinem Dienst weiteren Unterricht durch die hier amtierenden Kapellmeister Jacobus Vaet und Philippe de Monte. Die Unterweisung im Orgelspiel könnte von dem dortigen Hoforganisten Walter Formellis († 1582) und dessen beiden Assistenten ausgegangen sein. Nach Eintreten des Stimmbruchs wird ihm das damals übliche Stipendium am 8. August 1571 ausgezahlt; der junge Musiker hat daraufhin ab Herbst 1571 offenbar einen Studienaufenthalt in Italien angetreten.

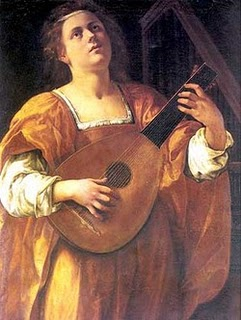
Maddalena Casulana (?), anonymes Porträt

- Maddalena Casulana Mezari ist seit etwa 1570 Sängerin und Komponistin für Kammermusik des römisch-deutschen Kaisers Maximilian II. in Wien.
- Jakob Regnart, der seit 1568 für eine etwa zweijährige Studienreise in Italien weilte, ist seit 1. November 1570 Präzeptor (Musiklehrer) der Kapellknaben der Hofkapelle.
- Philippe de Monte ist seit 1568 als Nachfolger von Jacobus Vaet Kapellmeister der Hofkapelle Maximilians II. in Wien. Die letzten Regierungsjahre von Maximilian II. sind für de Monte ein goldenes Zeitalter. Ein besonderer Höhepunkt ist in dieser Zeit die Hochzeit von Erzherzog Karl II. mit Maria Anna von Bayern am 26. August 1571. Die Feierlichkeiten dieses Anlasses werden musikalisch von drei Hofkapellen begleitet: der Wiener Hofkapelle unter Leitung von Philippe de Monte, der Hofkapelle von Herzog Albrecht V. von Bayern unter Leitung von Orlando di Lasso und der Hofkapelle von Karl II. unter Leitung von Annibale Padovano. Für zentrale Momente der Feier hat de Monte lateinische Madrigale geschrieben. Auch andere bedeutende Musiker dieser Zeit sind bei der Hochzeit anwesend, und sowohl de Monte als auch di Lasso erhalten von Kaiser Maximilian für die ihm gewidmeten Musikdrucke großzügige Geldgeschenke.
- Mateu Fletxa el Jove ist Kantor der kaiserlichen Kapelle.

#### Bayerischer Reichskreis

##### Herzogtum Bayern
- Franciscus Florius hat seit Herbst 1556 in München an der Hofkapelle von Herzog Albrecht V. eine Anstellung als Hofbassist. Neben seiner Tätigkeit als Sänger ist Florius, zusammen mit dem Hofkopisten Johannes Pollet, auch als Notenkopist eingesetzt. Nach dem Ausscheiden Pollets 1571 steigt er zum Hauptkopisten auf; diese Stellung hat er bis zu seinem Tod inne. Zahlreiche historische Chorbücher der Bayerischen Staatsbibliothek und des Münchner Jesuitenkollegs sind ganz oder teilweise von seiner Hand geschrieben. Die Reisen der Münchner Hofkapelle und eigene Reisen führen den Komponisten 1571 nach Innsbruck.
- Johannes de Fossa ist seit dem letzten Vierteljahr 1559 Vizekapellmeister der Münchner Hofkapelle. In den vorhandenen Dokumenten wird Fossa allerdings weiterhin nur als Tenorist bezeichnet. 1571 erhält er die Aufsicht über die Chorknaben der Kapelle und hat ihnen in seinem Haus Kost und Unterkunft zu geben.
- Simone Gatto, der in Venedig ausgebildet wurde, wirkt seit 1568 am Hof in München als Posaunist.
- Antonius Gosswin, der 1569 Kapellmitglied bei Prinz Wilhelm von Bayern wurde, wird wegen Finanzproblemen des Münchner Hofs bald entlassen, ist aber ab 1570 wieder ein Angestellter der Kapelle. Er bekommt 1571 eine gesonderte Geldzuwendung, damit ihm eine Reise in seine Heimat möglich ist.
- Gioseffo Guami, der sich zwischen 1550 und 1560 in Venedig aufgehalten haben und dort Schüler von Adrian Willaert und Annibale Padovano gewesen sein soll, wirkt seit 1568 in München, wo er zum Hoforganisten berufen wurde. Guami wirkt hier bis etwa 1579.
- Orlando di Lasso ist seit 1563 Kapellmeister der Münchner Hofkapelle. Zu Orlandos Aufgaben gehören u. a. Reisen durch Europa zur Anwerbung neuer Musiker, die Unterrichtung der Chorknaben, die teilweise sogar in seiner Familie leben, Proben mit den Musikern und die Komposition zahlreicher neuer Werke. 1571 besucht er Frankreich auf persönliche Einladung von König Karl IX., der vergeblich versucht, ihn einzustellen.
- Leonhard Lechner, der bis etwa 1570 als Sängerknabe am bayerischen Hof zu Landshut angestellt war, begibt sich auf Wanderschaft und konvertiert 1571 zur protestantischen Religion.
- Ivo de Vento, der seit Sommer 1568 Kapellmeister in der Kapelle der Residenz von Kronprinz Wilhelm in Landshut war, wirkt seit Anfang 1570 wieder als Organist am Münchner Hof, Monate vor der Auflösung der Landshuter Kapelle.

#### Burgundischer Reichskreis

##### Markgrafschaft Antwerpen
- Jean de Castro, der in den späten 1560er Jahren nach Antwerpen ging und offenbar zeitweise als musikalischer Berater des Verlegers Pierre Phalèse gewirkt hat, hat in dieser Zeit einen bedeutenden Auftrag des Kaufmanns Justinien Pense aus Lyon zur Erstellung luxuriös bebilderter Chorbücher erhalten; diese bestanden aus drei Büchern mit Castros weltlicher Musik und werden im Jahr 1571 von Jean Pollet aus Lille kopiert.
- Séverin Cornet, der von 1555 bis 1564 in Antwerpen gelebt hat, ist seit 1564 in Mechelen an der St.-Rombouts-Kathedrale tätig, wo er die Aufgabe „pro magistro cantus et choralium“ hat. Somit ist er für die Chorleitung und für die Musikerziehung der Chorknaben zuständig.
- Noé Faignient, der 1561 das Bürgerrecht in Antwerpen erhalten hat, wirkt seitdem hier als Musiklehrer.
- Rinaldo del Mel lebt in Mechelen und ist seit dem 3. März 1562 Mitglied der Singschule der Kathedrale Saint-Rombaud. Seit dem Jahr 1564 erhält er hier Unterricht vom Chorregenten Séverin Cornet.

##### Grafschaft Flandern
- George de La Hèle, der 1570 nach Flandern zurückgekehrt ist, studiert an der Universität Löwen Theologie. Er empfängt in dieser Zeit die niederen Weihen, ist später aber nie Priester geworden.
- Andreas Pevernage, der seit 17. Oktober 1563 Kapellmeister an der Kirche Notre-Dame in Courtrai ist und 1564 zusätzlich eine Pfründe an Sankt Willibrordus in Hulst erhalten hat, übt die Kapellmeisterstelle bis 1577 aus.
- Laurent de Vos, der seit 1566 Musikdirektor und verantwortlicher Leiter der Chorknaben an der KathedraleCambrai war, ist seit 1570 wahrscheinlich Countertenor an der St.-Donatus-Kirche in Brügge.

##### Grafschaft Holland
- Cornelis Boskoop ist seit dem 1. Mai 1554 und bis März 1573 Organist an der Oude Kerk in Delft.

#### Kurrheinischer Reichskreis

##### Kurpfalz
- Mathias Gastritz, der am 22. Dezember 1561 zum Organisten der Stadt Amberg bestellt wurde, wirkt fast 30 Jahre lang in den Diensten der Stadt. In Nürnberg erscheint 1571 sein Kurtze u. sonderliche Newe Symbola etlicher Fürsten und Herrn, neben andern mehr schönen liedlein mit fünff und vier Stimmen, auff alle Instrument zu gebrauchen gantz dienstlich, Componirt.
- Sebastian Ochsenkun ist seit 1544 Lautenmeister am kurpfälzischen Hof in Heidelberg.

#### Niederrheinisch-Westfälischer Reichskreis

##### Hochstift Lüttich
- Johannes Mangon, der von 1562 bis 1570 an der Kirche in Lüttich als Succentor gewirkt hatte und während dieser Zeit möglicherweise schon zeitweise den Domchor in Aachen geleitet hat, ist nachweislich von 1572 bis 1577 Leiter des Aachener Domchores.

##### Vereinigte Herzogtümer Jülich-Kleve-Berg
- Martin Peudargent ist Hofkomponist in den Diensten von Wilhelm V. von Jülich-Kleve-Berg.

#### Niedersächsischer Reichskreis

##### Fürstentum Braunschweig-Wolfenbüttel
- Johann Zanger der Ältere, der seit 1553 Pfarrer an der Petrikirche in Braunschweig war, wechselt als Pfarrer an die Martinikirche.

##### Herzogtum Mecklenburg-Güstrow
- Thomas Mancinus studiert an der Universität Rostock.

##### Herzogtum Mecklenburg-Schwerin
- Johannes Flamingus wird 1571 von Herzog Johann Albrecht I. von Mecklenburg-Schwerin als Nachfolger von David Köler zum Hofkapellmeister und Leiter der „Hof-Cantorej“, der heutigen Staatskapelle Schwerin, berufen. Aus diesem Jahr ist sein Opusculum Cantionum, eine Sammlung einer fünfstimmigen Messe und 10 vier- bis sechsstimmiger Motetten, in der Universitätsbibliothek Rostock erhalten.

##### Hamburg
- Jacob Praetorius der Ältere, der wahrscheinlich in seiner Heimatstadt Magdeburg Unterricht von Martin Agricola erhielt, ist von 1555 bis zu seinem Tod als Organist und Kirchenkomponist an zwei Kirchen in Hamburg nachweisbar.

#### Obersächsischer Reichskreis

##### Kurfürstentum Sachsen
- Elias Nikolaus Ammerbach, der von 1548 bis 1549 an der Universität Leipzig studiert hatte, wirkt danach, vermutlich bis an sein Lebensende, als Thomasorganist an der Thomaskirche. 1571 veröffentlicht er die Orgel oder Instrument Tabulatur, ein Orgeltabulaturbuch und das erste gedruckte Werk speziell mit Orgelmusik.
- Joachim a Burck, der ab 1563 Kantor an der Lateinschule in Mühlhausen war, ist seit 1566 Organist an der Kirche Divi Blasii in Mühlhausen. In der freien Reichsstadt begründet er die bedeutende Musikkultur, die später mit den Namen Johann Rudolph Ahle, Johann Eccard, Johann Georg Ahle und Johann Sebastian Bach verknüpft sein wird. Daneben ist er als Geschichtsschreiber und öffentlicher Notar tätig.
- Gallus Dreßler, der 1570 den akademischen Grad eines Magisters an der Universität Wittenberg erworben hat, veröffentlicht 1571 in Magdeburg seine Werke Musicae practicae elementa, Magnificat octo tonorum… und Musicae practicae elementa in usum scholae Magdeburgensis
- Wolfgang Figulus ist von 1551 bis zu seiner Pensionierung 1588 Kantor und Lehrer an der Fürstenschule in Meißen. Er unterrichtet die Fächer Musik, Latein und Religion und sorgt für die musikalische Gestaltung der Gottesdienste in der Afrakirche. 1571 erscheint seine Sammlung von Weihnachtsliedern Vetera nova carmina sacra et selecta de natali Domini nostri Iesu Christi.
- Mattheus Le Maistre, der seit 1554 sächsischer Hofkapellmeister als Nachfolger von Johann Walter war und 1565 aus Gesundheitsgründen um seine Entlassung gebeten hat, lebt vermutlich in Dresden. Le Maistre bleibt mit dem Hof in Dresden Zeit seines Lebens verbunden und führt den Titel des Hofkapellmeisters bis zu seinem Tod im Frühjahr 1577. 1571 veröffentlicht er in Leipzig Intabulierungen der Vokalwerke „Allmechtiger gütiger Gott“ und „Herr Gott nun sey gebreisset“.
- Antonio Scandello, der seit 1566 Vizekapellmeister der Dresdner Hofkapelle war und als „zugeordneter Moderator“ dem altersschwachen Mattheus Le Maistre unterstand, ist seit 1568 Hofkapellmeister und übt diese Aufgabe bis zu seinem Tod 1580 aus.
- Leonhart Schröter, der von 1545 bis 1547 die Fürstenschule in Meißen besucht hat, wirkt danach von 1561 bis 1576 als Stadtkantor in Saalfeld. Während dieser Zeit war er zudem von etwa Dezember 1571 bis November 1572 der erste Bibliothekar unter Herzog Julius von Braunschweig-Lüneburg (1528–1589) an dessen Bibliothek in Wolfenbüttel.
- Nikolaus Selnecker, der seit 1568 als Professor der Theologie an der Universität Leipzig tätig war und am 10. Mai 1570 den Doktorgrad in Wittenberg erworben hatte, übernimmt danach das Amt des Generalsuperintendenten in Braunschweig-Wolfenbüttel.

##### Grafschaft Schwarzburg
- Sethus Calvisius, der in bescheidenen Verhältnissen aufwächst, besucht seit 1569 die Schule in Frankenhausen.

#### Österreichischer Reichskreis

##### Erzherzogtum Österreich
- Blasius Amon ist seit ca. 1568 Sängerknabe an die Hofkapelle von Erzherzog Ferdinand II. in Innsbruck. Er erhält unter den Kapellmeistern Wilhelm Bruneau (tätig von 1564 bis 1584) und Alexander Utendal (tätig von 1564 bis 1581) eine gründliche musikalische Ausbildung, die er auf Studienreisen vervollkommnet.
- Johannes de Cleve, der seit 1564 Hofkapellmeister in der neuen von Erzherzog Karl II. (1540–1590) gegründeten Hofkapelle in Graz war und dieses Amt sechs Jahre lang ausgeübt hat, lebt danach wahrscheinlich in Wien.
- Lambert de Sayve, der am 1. Februar 1569 das Amt eines Singmeisters an der Abtei Melk angetreten hatte und zusammen mit anderen Kapellmitgliedern nach Spanien gereist war, um bei der Hochzeit von Anna Maria von Österreich mit König Philipp II. von Spanien am 12. November 1570 mitzuwirken, setzt nach Rückkehr von der eineinhalb Jahre dauernden Reise seine Tätigkeit in Melk fort.
- Homer Herpol, der im Lauf des Jahres 1567 seine bisherige Stelle als Kantor an der Kirche St. Nikolaus und die Stadt Freiburg (Schweiz) verlassen hatte, hat eine neue Stelle am Liebfrauenmünster in Konstanz.
- Rogier Michael, der vermutlich eine Kapellknaben-Zeit in Wien durchlebt hat, ist seit 1564 als Sängerknabe an die Hofkapelle von Erzherzog Karl II. in Graz tätig. Die Leitung der Kapelle hatte zunächst Johannes de Cleve, später Annibale Padovano. Der letztere rät ihm zu weiteren Studien bei Andrea Gabrieli in Venedig, was Rogier Michael von 1569 bis 1572 in die Tat umsetzt.
- Annibale Padovano, der von 1552 bis 1565 erster Organist am Markusdom in Venedig war und dann Organist am Hof von Erzherzog Karl II. in Graz wurde, folgt hier ab 1570 Johannes de Cleve (1528/29–1582) als Hofkapellmeister nach.
- Melchior Schramm ist seit 1563 Singknabe in der Hofkapelle von Erzherzog Ferdinand von Tirol. Mit dessen Hof kommt er nach Innsbruck, wo er in Ferdinands neugegründeter Knabensingschule ausgebildet wird. Von 1569 bis 1571 wird er vom Innsbrucker Hoforganisten Servatius Rorif unterrichtet.
- Alexander Utendal ist seit 1564 Alt-Sänger in der Kapelle von Erzherzog Ferdinand II., seit 1566/67 in Innsbruck. 1571 veröffentlicht er in Nürnberg sein Sacrarum cantionum zu fünf Stimmen, Liber 1.

#### Schwäbischer Reichskreis

##### Herzogtum Württemberg
- Jacobus Florius bewirbt sich 1571 um die Stelle eines Bass-Sängers am herzoglichen Hof in Stuttgart.
- Balduin Hoyoul, der im Jahr 1561 im Alter von etwa 13 Jahren als Diskant-Sänger in den Chor der Stuttgarter Hofkapelle unter Ludwig Dasers Leitung eingetreten war und 1564/65 für zwei Jahre als Schüler zu Orlando di Lasso nach München geschickt wurde, wirkt nach seiner Rückkehr wieder als Altist und Komponist.
- Simon Lohet tritt am 14. September 1571 als Organist in die württembergische Hofkapelle in Stuttgart ein. Weitere Organisten am Hof von Ludwig dem Frommen sind zu dieser Zeit der schon sehr alte Utz Steigleder († 1581) und Hans Franz Fries (bis 1572). Es ist auch Lohets Aufgabe, die Instrumente der Hofkapelle zu verwalten.

##### Reichsstadt Augsburg
- Jacobus de Kerle ist in Augsburg als Domorganist tätig. In seiner bis 1574 währenden Amtszeit erscheinen von de Kerle ab 1571 etwa 70 Motetten in sieben Sammlungen, eine Messe, ein Requiem und zwei Bücher mit Madrigalen; als Manuskript sind ein Codex mit Responsorien und Hymnen für die Festtage des Kirchenjahrs überliefert.

##### Reichsstadt Dinkelsbühl
- Michael Tonsor wirkt von ungefähr 1567 bis 1588 als Organist an der St. Georgskirche in Dinkelsbühl.

#### Nicht eingekreiste zum Heiligen Römischen Reich zugehörige Territorien und Stände

##### Herzogtum Mailand
- Matthias Hermann Werrecore, der von August bis Dezember 1559 beim Domchor in Mailand als Tenorsänger tätig war, lebt vermutlich in Mailand. Nach Dokumenten von 1532 und 1561 besitzt Werrecore Eigentum vor Ort und hat aus zwei Ehen mindestens drei Kinder.

##### Herzogtum Mantua
- Girolamo Cavazzoni ist Organist in der Hofkirche Santa Barbara des Palazzo Ducale in Mantua, wo er bis 1577 wirkt.
- Giaches de Wert, der von 1563 bis 1565 den Dienst eines Kapellmeisters für die kaiserlichen Gouverneure in Mailand versehen hat, wirkt spätestens ab September 1565 als Kapellmeister an der neu gebauten Basilika Santa Barbara in Mantua, der Hofkirche der Gonzaga-Herzöge, nachdem er dorthin für das erste Barbara-Fest am 4. Dezember 1564 eine neue von ihm komponierte Messe geschickt hatte. In dieser Stellung bleibt er bis zu seinem Tod. Er ist auch als prefectus musicorum für die weltliche Musik am Hof von Herzog Guglielmo Gonzaga in Mantua zuständig. Ab den 1570er Jahren wird darüber hinaus der Hof des musikbegeisterten Herzogs Alfonso II. d’Este in Ferrara für Giaches immer interessanter, weil hier mit dem Aufbau eines privaten musikalischen Ensembles (musica secreta) neue Maßstäbe für den virtuosen Ensemble-Gesang gesetzt werden und ein sich gegenseitig inspirierendes Zusammenwirken zwischen Gesang, Komposition und neuester Dichtung entsteht (Giovanni Battista Guarini und Torquato Tasso). 1571 erscheint in Venedig sein Il quinto libro de madrigali zu fünf bis sieben Stimmen.

#### Herzogtum Modena und Reggio
- Luzzasco Luzzaschi, der in seiner Jugend Schüler des flämischen Komponisten Cipriano de Rore war, ist seit Mai 1561 Organist am Hof des Herzogs Alfonso II. d’Este, seit 1564 ist er herzoglicher Hoforganist.

##### Herzogtümer in Schlesien
- Johann Knöfel ist Kapellmeister von Herzog Heinrich XI. von Liegnitz, Brieg und Goldberg.

##### Herzogtum Toskana
- Paolo Aretino, der bis 1547 als Kantor am Dom von Arezzo gewirkt hat, ist danach bis zu seinem Tode im Jahr 1584 an Santa Maria della Pieve, ebenfalls in Arezzo, tätig.
- Giulio Caccini, der wahrscheinlich Mitglied im Knabenchor der Cappella Giulia des Petersdoms und von Oktober 1564 bis November 1565 Gesangsschüler von Giovanni Animuccia war, wirkt seit dem 29. April 1566 am Hof des Großherzogs Ferdinando I. de’ Medici in Florenz.
- Francesco Corteccia, der seit dem Jahr 1539 im Dienst der Familie de’ Medici stand und die Stelle des Kapellmeisters am Hofe des Herzogs Cosimo I. bekleidete, verstirbt am 7. Juni 1571 in Florenz.
- Nicolao Dorati wirkt seit 1543 in der Stadtkapelle von Lucca, zunächst als Posaunist und seit 1557 für über zwanzig Jahre als Kapellmeister.
- Vincenzo Galilei, der seit 1560 in Pisa lebt und seit 1562 mit Giulia Ammannati (gestorben 1620) aus einer angesehenen Familie von Tuchhändlern verheiratet ist, übersiedelt Anfang der 1570er Jahre nach Florenz und widmet sich ganz der Musik.
- Cristofano Malvezzi, der seit 1562 Canonico soprannumerario an San Lorenzo in Florenz war, wirkt ab 1571 in der Nachfolge von Francesco Corteccia und Giovanni Piero Manenti als Kapellmeister am Baptisterium San Giovanni, welches unter der musikalischen Verwaltung der Familie de Medici steht.
- Giovanni Piero Manenti, der im Dezember 1570 den Kapellmeisterposten an S. Stefano in Pisa. erhalten hatte, wird im Juni 1571 – nach dem Tode von Francesco Corteccia – Kapellmeister an S.Giovanni, legt dieses Amt aber bereits nach sechs Monaten nieder und wird Organist an der Kathedrale von Florenz, ein Amt, das er bis zu seinem Tode ausübt. Manenti ist ebenfalls als Musiker am Hof der Medici tätig und komponiert zumindest ein Werk für die „Compagnia di S.Giovanni Evangelista“ in Florenz.
- Alessandro Striggio der Ältere, der aus einem Aristokratengeschlecht entstammt, hält sich vermutlich in Florenz auf, wo er um 1560 die ersten Kontakte zu den Medici geknüpft hatte. In den 1570er-Jahren schließt er eine Freundschaft mit Vincenzo Galilei.

### Königreich England und Irland

#### Chapel Royal von Elisabeth I.
- William Byrd ist seit 1570 „Gentleman of the Chapel Royal“ und übt zusammen mit Thomas Tallis das Organistenamt aus.
- William Mundy, der 1543 Mitglied im Chor von Westminster Abbey wurde und später für verschiedene Kirchengemeinden arbeitete, ist seit 1563 Mitglied der Chapel Royal, an der er bis zu seinem Tode verbleibt.
- Robert Parsons, der erstmals 1560/1561 in einem Rechnungsbuch der Londoner Chapel Royal auftaucht, ist seit 17. Oktober 1563 Gentleman of the Chapel Royal – etwa gleichzeitig mit William Mundy, weswegen man vermutet, dass Parsons in etwa gleichaltrig wie Mundy gewesen sein könnte. 1571, im Jahr seiner Eheschließung mit seiner Frau Helen, ist er durch eine Steuerliste als Bewohner von Greenwich nachgewiesen.
- Thomas Tallis, der 1543 zum „Gentleman of the Chapel Royal“ in London ernannt wurde, bekleidet dieses Amt in den folgenden 40 Jahren.

### Königreich Frankreich

#### Chapelle Royale von Karl IX.

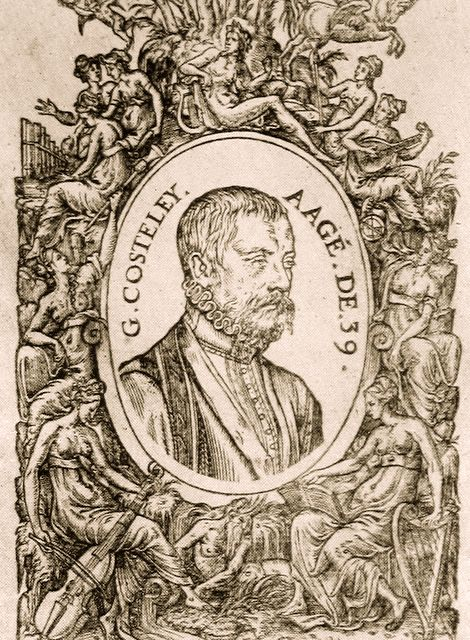
Porträt von Guillaume Costeley im Alter von 39 Jahren

- Eustache du Caurroy ist ab 1570 zunächst als Sänger im Dienst des französischen Königs Karl IX. tätig und wird bald als Komponist bekannt.

#### Évreux
- Guillaume Costeley, der nach seiner Ausbildung von 1560(?) bis 1570 Hoforganist am Hof von Karl IX. war, wirkt danach bis zu seinem Ableben in Évreux als Komponist und ist dort Mitglied der Bruderschaft Sainte Cécile.

#### Paris
- Pierre Certon, der seit 1529 in Paris an Notre-Dame und hier seit 1542 als Leiter des Knabenchores gearbeitet hat, lebt seit 1560 in seiner Heimatstadt Melun.
- Adrian Le Roy lebt in Paris und ist musikalischer Leiter des von ihm mit seinem Vetter Robert Ballard 1551 gegründeten Musikverlags Le Roy & Ballard.

### Italienische Staaten

#### Herzogtum Urbino
- Leonard Meldert, möglicherweise ein Schüler von Orlando di Lasso, ist ab 1571 am Hof von Guidobaldo II. della Rovere in Urbino aktiv, und zwar bis zum Tod des Herzogs 1574.

#### Kirchenstaat
- Giovanni Animuccia, der seit 1555 als Nachfolger von Giovanni Pierluigi da Palestrina Kapellmeister der Cappella Giulia an St. Peter im Vatikan war, stirbt am 25. März 1571 in Rom.

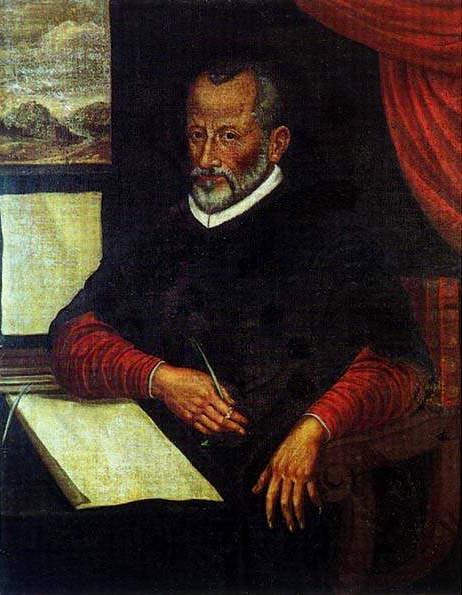
Der ältere Giovanni Pierluigi da Palestrina

- Ippolito Baccusi war vor 1568 für kurze Zeit Vizekapellmeister am Markusdom in Venedig, danach setzt er seine Studien in Ravenna fort. Zwecks Beendigung dieser Studien bittet er Guglielmo Gonzaga, Herzog von Mantua in einem Schreiben vom April 1570 um eine einjährige Verlängerung seines Aufenthaltes.
- Ghinolfo Dattari erhält ab Februar 1555 in Bologna eine Anstellung als Sänger in der Kapelle von San Petronio, der er 62 Jahre lang, bis zu seinem Tode angehört.
- Tiburtio Massaino, der zuvor ein Augustiner-Mönch in Piacenza war, wird 1571 maestro di cappella von Santa Maria del Popolo in Rom. 1571 erscheint sein Il primo libro de madrigali zu fünf Stimmen.
- Giovanni Maria Nanino, der von September 1566 bis Oktober 1568 in der Cappella Giulia tätig war und daneben Chormitglied der Kirche in Vallerano, ist seit mindestens Juni 1569 Kapellmeister der päpstlichen Basilika Santa Maria Maggiore in Rom. Es ist jedoch aufgrund fehlender Akten für den Zeitraum von 1563 bis 1571 nicht möglich, Naninos Eintritt als Kapellmeister von S. Maria Maggiore – ein Amt, das bis mindestens 1565 Giovanni Pierluigi da Palestrina innehatte – exakt zu datieren. Obwohl beide Komponisten später ein gespanntes Verhältnis zueinander hatten, ist es denkbar, dass es Palestrina selbst war, der Nanino für die Cappella Liberiana, den Chor von Santa Maria Maggiore, empfahl. Die Kapellakten belegen regelmäßige Zahlungen an Nanino und vier Chorknaben, für deren Ausbildung, Beköstigung und Unterbringung Nanino zuständig war.
- Giovanni Pierluigi da Palestrina, der seit 1565 musikalischer Leiter und Lehrer des Seminario Romano, einer Ausbildungsstätte des Priesternachwuchses war, übernimmt – nachdem Giovanni Animuccia, Kapellmeister und 1555 Nachfolger Palestrinas an der Cappella Giulia des Petersdoms Ende März 1571 verstorben war – diese Stelle zum zweiten Mal.
- François Roussel, der in den 1550er Jahren möglicherweise in Lyon gewirkt hatte, ist von 1564 an wieder in Rom nachweisbar, zunächst bis 1566 als maestro di cappella an San Lorenzo in Damaso, danach in gleicher Position von 1566 bis 1571 an San Luigi dei Francesi.
- Tomás Luis de Victoria ist seit etwa 1565 als Stipendiat von König Philipp II. in Rom, wo er das Collegium Germanicum absolviert, das Priesterseminar der Jesuiten. Im Jahr 1571 übernimmt er als moderator musicae die Leitung der Kapelle des Collegiums als Nachfolger von Palestrina.

#### Königreich Neapel
- Giovanni Domenico da Nola wirkt seit Februar 1563 bis zu seinem Tod als Maestro di cappella an der BasilikaSantissima Annunziata Maggiore in Neapel. In dieser Funktion lehrt er auch die Mädchen des Waisenhauses der Annunziata und die Diakone des Priesterseminars Gesang.
- Antonio Valente wirkt von 1565 bis 1580 als Organist an Sant’Angelo a Nilo in Neapel.

#### Republik Venedig
- Costanzo Antegnati, der am besten bekannte Spross der verzweigten italienischen Orgelbauerfamilie Antegnati, bekommt seine musikalische Ausbildung bei Girolamo Cavazzoni und ist ab dem Jahr 1570 Orgelbau-Mitarbeiter seines Vaters Graziadio Antegnati dem Älteren (1525–1590). Er veröffentlichte ab 1571 Madrigale, Messen, Motetten und andere Werke.
- Valentin Bakfark geht nach Padua.
- Luca Bati bewirkt sich mit einem Schreiben vom 20. April 1571 um die Chorleiterstelle an Santo Stefano in Pisa. In demselben Schreiben erwähnt er, viele Jahre Schüler von Francesco Corteccia gewesen zu sein.
- Giovanni Croce wirkt seit 1565 als Chorknabe und Sänger am Markusdom in Venedig.
- Girolamo Dalla Casa wirkt seit 1568 als Musiker im Markusdom, wo er mit seinen Brüdern Giovanni und Nicolò das erste feste Instrumentalensemble gründet.
- Baldissera Donato ist seit 1550 als Sänger – zunächst an San Marco in Venedig – aktiv und wirkt auch in der Ausbildung der Sänger.
- Andrea Gabrieli ist wahrscheinlich seit Jahresanfang 1566 als Organist an San Marco tätig, einer herausragenden Position in der Musikwelt Italiens, wo er bis zu seinem Lebensende bleiben wird. Zu seinen Aufgaben gehörte die Komposition von Festmusiken zu verschiedenen Anlässen, so beispielsweise „Benedictus Dominus Deus“ zu den Feiern des Sieges über das osmanische Reich in der Seeschlacht von Lepanto im Jahr 1571.
- Francesco Londariti, der nach den Quellen ab 1567 in Spionagetätigkeiten für die spanische Krone verwickelt war, lebt seit 1568 wieder in Kreta, das zu diesem Zeitpunkt zur Republik Venedig gehört. Mit dem Erbe seines Vaters gleicht er hier seine Schulden aus, wird wieder in kirchliche Ämter (so ins Kapitel der Tituskirche) berufen und nimmt auch seine kompositorische Tätigkeit wieder auf.
- Florentio Maschera, der seine erste Anstellung als Organist im Kloster Santo Spirito in Isola vor Venedig erhielt, ist seit 22. August 1557 Organist an der Kathedrale von Brescia.
- Claudio Merulo ist seit dem Jahr 1566 als Nachfolger von Annibale Padovano als erster Organist am Markusdom in Venedig tätig. Neben dieser offiziellen Tätigkeit tritt er regelmäßig in den Palazzi venezianischer Adliger auf, z. B. in der Ca’ Zantani, die auch von Parabosco, Padovano und anderen Virtuosen frequentiert wird. Zwischen 1566 und 1571 arbeitet Merulo auch als Verleger.
- Giovanni Battista Mosto, der 1568 eine Anstellung als Zinkenist und Posaunist in der Münchener Hofkapelle unter Orlando di Lasso hatte, lebt seit 1569 wieder in Udine und gehört ab 1570 zu den Stadtpfeifern.
- Teodoro Riccio wirkt nach seiner Ausbildung als Kirchenmusiker als Kapellmeister der Kirche Santa Nazaro in seiner Heimatstadt Brescia.
- Gioseffo Zarlino, der bei Adrian Willaert in Venedig studiert hat, ist seit 1565 – in der Nachfolge von Cypriano de Rore – Kapellmeister am Markusdom in Venedig. Er hat diese Stelle bis zu seinem Ableben 1590 inne.

### Königreich Polen und Großfürstentum Litauen

#### Hofkapelle von Sigismund II. August
- Krzysztof Borek, der zunächst Chorknabe und später Mitglied der Krakauer Hofkapelle war, ist von 1556 bis 1572 deren Kapellmeister.
- Krzysztof Klabon ist seit 1565 Lautenist am Hof von Sigismund II. August in Krakau.

#### Posen
- Jan Brandt tritt 1571 in den Jesuitenorden ein.

#### Sandomierz
- Mikołaj Gomółka, der als königlicher Fistulator (hervorragende Instrumentalist des Königs) Mitglied der Hofkapelle von König Sigismund II. August von Polen war, hat 1563 den Hof verlassen und ist die folgenden 15 Jahre in seiner Geburtsstadt Sandomierz in einigen außermusikalischen Bereichen tätig.

### Königreich Portugal
- António Carreira ist seit der Thronbesteigung des 14-jährigen Königs Dom Sebastiaõ 1568, Kapellmeister und Magisterio. Es ist nicht genau bekannt, aber wahrscheinlich, dass es zu dieser Zeit mindestens zwei Kapellen gibt, eine für den König und eine für Dona Catarina bzw. für Dom Henrique, denn es gibt zwischen 1562 und 1580 neben Carreira noch einen zweiten Kapellmeister: den Flamen Raynaldus van Melle.

### Königreich Spanien

#### Hofkapelle von Philipp II.
- Gérard de Turnhout, der seit 1562 an der Liebfrauenkirche Antwerpen tätig war und hier seit 1563 die Position eines Musikmeisters (maître de musique) in der Nachfolge von Antoine Barbé bekleidete, wird am 2. Mai 1571 von Fernando Álvarez de Toledo, dem 3. Herzog von Alba, als Kapellmeister von König Philipp II. von Spanien in Madrid für dessen Capilla flamenca engagiert. Sein Vorgänger, Jean de Bonmarché, war kurz zuvor verstorben. Turnhout reist in Begleitung einiger Chorknaben, unter ihnen Jean Leroy und Philippe Rogier, nach Spanien.

#### La Seu d’Urgell
- Joan Brudieu ist seit 1548 Kapellmeister auf Lebenszeit der Kathedrale von La Seu d’Urgell. Diese Position behält er – mit Unterbrechungen – bis kurz vor seinem Tode 1591.

#### Sevilla
- Francisco Guerrero ist seit 1551 Assistent von Kapellmeister Fernández de Castileja und Chorregent an der Kathedrale von Sevilla.
- Alonso Mudarra ist seit dem 18. Oktober 1546 Kanoniker an der Kathedrale von Sevilla. In dieser Stadt hat er einen bedeutenden Einfluss auf das Musikleben und bleibt dort noch 34 Jahre bis an sein Lebensende. Zu seinen Aufgaben an der Kathedrale gehört die Leitung aller musikalischen Aktivitäten. Hierzu gehören die Beauftragung von Instrumentalisten, der Kauf und die Leitung des Aufbaus einer neuen Orgel und die enge Zusammenarbeit mit Komponisten für die vielfältigen festlichen Anlässe.

### Vizekönigreich Neuspanien
- Hernando Franco, der vermutlich in den 1550er Jahren nach Neuspanien auswanderte, ist – gemäß einem Beleg aus dem Jahr 1571 – als maestro de capilla der Kathedrale von Santiago de Guatemala verzeichnet.

## Instrumentalmusik

### Für vier Instrumente
- Pierre Phalèse (Hrsg.) – Danseries, Livre I, Löwen: Noten und Audiodateien im International Music Score Library Project; darin:
  - 2 Fantasias in F-Dur: Noten und Audiodateien im International Music Score Library Project
  - Gaillarde L'esmerillonne: Noten und Audiodateien im International Music Score Library Project
  - Gaillarde Puis que vivre en servitude: Noten und Audiodateien im International Music Score Library Project
  - Passamezo du Roy, Reprise: Noten und Audiodateien im International Music Score Library Project
  - Pavane and Gaillarde Ferrareze: Noten und Audiodateien im International Music Score Library Project
  - Pavane et gaillarde des dieux: Noten und Audiodateien im International Music Score Library Project
  - Pavane et Gaillarde J'ay du mal tant tant: Noten und Audiodateien im International Music Score Library Project
  - Les Quatre branles: Noten und Audiodateien im International Music Score Library Project

### Für Laute
- Giacomo Gorzanis – Il II. libro delle Napolitane
- Adrian Le Roy – Livre d'airs de cour miz sur le luth, Paris: l'Auteur & Robert Ballard: Noten und Audiodateien im International Music Score Library Project; darin:

### Für Orgel
- Elias Nikolaus Ammerbach
  - Ach edler Hort: Noten und Audiodateien im International Music Score Library Project
  - Die mich erfrewet ist lobens werth: Noten und Audiodateien im International Music Score Library Project
  - Ich weiß mir ein festes gebautes Haus: Noten und Audiodateien im International Music Score Library Project
  - Tröstlicher Lieb stets ich mich üb: Noten und Audiodateien im International Music Score Library Project

## Vokalmusik

### Geistlich
- David Aquinus – Psalm 133, Nürnberg: Ulrich Neuber: Noten und Audiodateien im International Music Score Library Project
- Jean de Castro – Sacrarum cantionum zu fünf bis acht Stimmen, Antwerpen/Löwen
- Francesco Corteccia – Surge illuminare Jerusalem zu fünf Stimmen: Noten und Audiodateien im International Music Score Library Project
- Gallus Dreßler – Magnificat octo tonorum…, Magdeburg
- Wolfgang Figulus – Vetera nova carmina sacra et selecta de natali Domini nostri Iesu Christi (Weihnachtslieder)
- Johannes Flamingus – Opusculum cantionum; darin:
  - O Lamm Gottes, unschuldig: Motette für vier Stimmen
- Mathias Gastritz – Kurtze und sonderliche Newe Symbola etlicher Fürsten und Herrn, Nürnberg: Dietrich Gerlatz: Noten und Audiodateien im International Music Score Library Project
- Jacobus de Kerle – Selectae quaedam cantiones sacrae zu fünf bis sechs Stimmen, Nürnberg
- Orlando di Lasso – Moduli quinis vocibus, Paris: Adrian Le Roy & Robert Ballard: Noten und Audiodateien im International Music Score Library Project
- Mattheus Le Maistre
  - Allmechtiger gütiger Gott, Leipzig (Intabulierung)
  - Herr Gott nun sey gebreisset, Leipzig (Intabulierung)
- Alexander Utendal – Sacrarum cantionum zu fünf Stimmen, Liber 1, Nürnberg
- Ivo de Vento – Liber motettorum quatuor vocum, München: Adam Berg: Noten und Audiodateien im International Music Score Library Project

### Geistlich und weltlich
- Verschiedene Künstler
  - Liber musicus, duarum vocum cantiones, Löwen: Pierre Phalèse: Noten und Audiodateien im International Music Score Library Project; darin:
    - O Maria mater pia zu zwei Stimmen: Noten und Audiodateien im International Music Score Library Project

  - Theatrum musicum, longe amplissimum, Löwen: Petrus Phalesius sibi & Ioanni Bellero: Noten und Audiodateien im International Music Score Library Project

### Weltlich
- Costanzo Antegnati – Il 1. libro de Madrigali a 4 voci con uno Dialogo a 8, Venedig: Gardano
- Sessa d’Aranda – Madrigali a 4 voci, Libro 1, Venedig: Antonio Gardano: Noten und Audiodateien im International Music Score Library Project; darin:
  - Ancor che la partita zu vier Stimmen: Noten und Audiodateien im International Music Score Library Project
  - Deh, dove senza me, dolce mia vita zu vier Stimmen: Noten und Audiodateien im International Music Score Library Project
  - Fu il vincer sempre mai laudabil cosa zu vier Stimmen: Noten und Audiodateien im International Music Score Library Project
  - Pensoso più d’un’ora a capo basso zu vier Stimmen: Noten und Audiodateien im International Music Score Library Project
- Horatio Faa – Il secondo libro dei madrigali a cinque e sei voci, con due dialoghi: Noten und Audiodateien im International Music Score Library Project
- Giovanni Matteo Faà di Bruno – Gridò più volte il Po zu fünf Stimmen, in: Il secondo libro de madrigali a 5 & 6: Noten und Audiodateien im International Music Score Library Project
- Mathias Gastritz – Kurtze u. sonderliche Newe Symbola etlicher Fürsten und Herrn, neben andern mehr schönen liedlein mit fünff und vier Stimmen, auff alle Instrument zu gebrauchen gantz dienstlich, Componirt, Nürnberg
- Orlando di Lasso
  - Livre de chansons novvelles a cinq parties, Paris: Adrian Le Roy & Robert Ballard: Noten und Audiodateien im International Music Score Library Project
  - O faible esprit, LV 444: Noten und Audiodateien im International Music Score Library Project
- Tiburtio Massaino – Il primo libro de madrigali, Venedig: Antonio Gardano: Noten und Audiodateien im International Music Score Library Project
- Philippe de Monte – Il quarto libro delli madrigali zu fünf Stimmen
- Cipriano de Rore – Madrigali a 4 voci, Libro 2, Venedig: Antonio Gardano: Noten und Audiodateien im International Music Score Library Project
- Alessandro Striggio
  - Madrigali a 6 voci, Libro 2: Noten und Audiodateien im International Music Score Library Project; darin:
    - D'ogni gratia et d'amor la madr'errante zu sechs Stimmen: Noten und Audiodateien im International Music Score Library Project
    - Or se mi mostra la mia carta il vero zu sechs Stimmen: Noten und Audiodateien im International Music Score Library Project
    - Questi ch'indizio fan del mio tormento zu sechs Stimmen: Noten und Audiodateien im International Music Score Library Project
- Gérard de Turnhout
  - 3 lateinische Chansons zu zwei Stimmen und 11 französische Chansons zu zwei Stimmen, Löwen / Antwerpen
  - Susanne un jour, in: Liber musicus duarum vocum cantiones, Antwerpen: Phalèse: Noten und Audiodateien im International Music Score Library Project
- Ivo de Vento
  - Newe Teutsche Liedlein mit Fünff stimmen welche gantz lieblich zu singen und auff allerley Instrumenten zu gebrauchen, 1569, 1571, 1582
  - Newe Teutsche Lieder Mit vier stimmen sampt zwayen Dialogen deren ayner mit achten der ander mit sibnen gantz lieblich zu singen und auff allerley Instrumenten zu gebrauchen, 1571, 1577
- Pietro Vinci
  - Ne la dolce stagion, in: Il terzo libro de madrigali à 5 voci, Venedig: Girolamo Scotto: Noten und Audiodateien im International Music Score Library Project
  - Passa la nave mia colma d'oblio, in: Il primo libro de madrigali a 6 voci, Venedig: Girolamo Scotto: Noten und Audiodateien im International Music Score Library Project
  - Se fosse dolce il canto, in: Il terzo libro de madrigali a cinque voci, Venedig: Girolamo Scotto: Noten und Audiodateien im International Music Score Library Project
  - A Voi Londonio invio, in: Il terzo libro de madrigali a cinque voci, Venedig: Girolamo Scotto: Noten und Audiodateien im International Music Score Library Project
- Giaches de Wert – Madrigali a 5, 6, et 7 voci, Libro 5, Venedig: Angelo Gardano: Noten und Audiodateien im International Music Score Library Project; darin:
  - Avorio e gemma ed ogni pietra dura zu fünf Stimmen: Noten und Audiodateien im International Music Score Library Project
  - Queste non son piu lagrime zu sechs Stimmen: Noten und Audiodateien im International Music Score Library Project
  - Sarò signor io sol zu fünf Stimmen: Noten und Audiodateien im International Music Score Library Project
- Thomas Whythorne – Songs for 3, 4, and 5 Voices: Noten und Audiodateien im International Music Score Library Project

## Musiktheoretische Schriften
- Elias Nikolaus Ammerbach – Orgel oder Instrument Tabulatur: Noten und Audiodateien im International Music Score Library Project; darin:
  - Passametzo Itali: Noten und Audiodateien im International Music Score Library Project
  - Passamezzo antico: Noten und Audiodateien im International Music Score Library Project
- Gallus Dreßler
  - Elementa musicae practicae in usum scholae Magdeburgensis, Magdeburg: Noten und Audiodateien im International Music Score Library Project
  - Musicae practicae elementa, Magdeburg
- Gioseffo Zarlino – Le Dimostrationi Harmoniche, Venedig: Francesco dei Franceschi Senese: Noten und Audiodateien im International Music Score Library Project

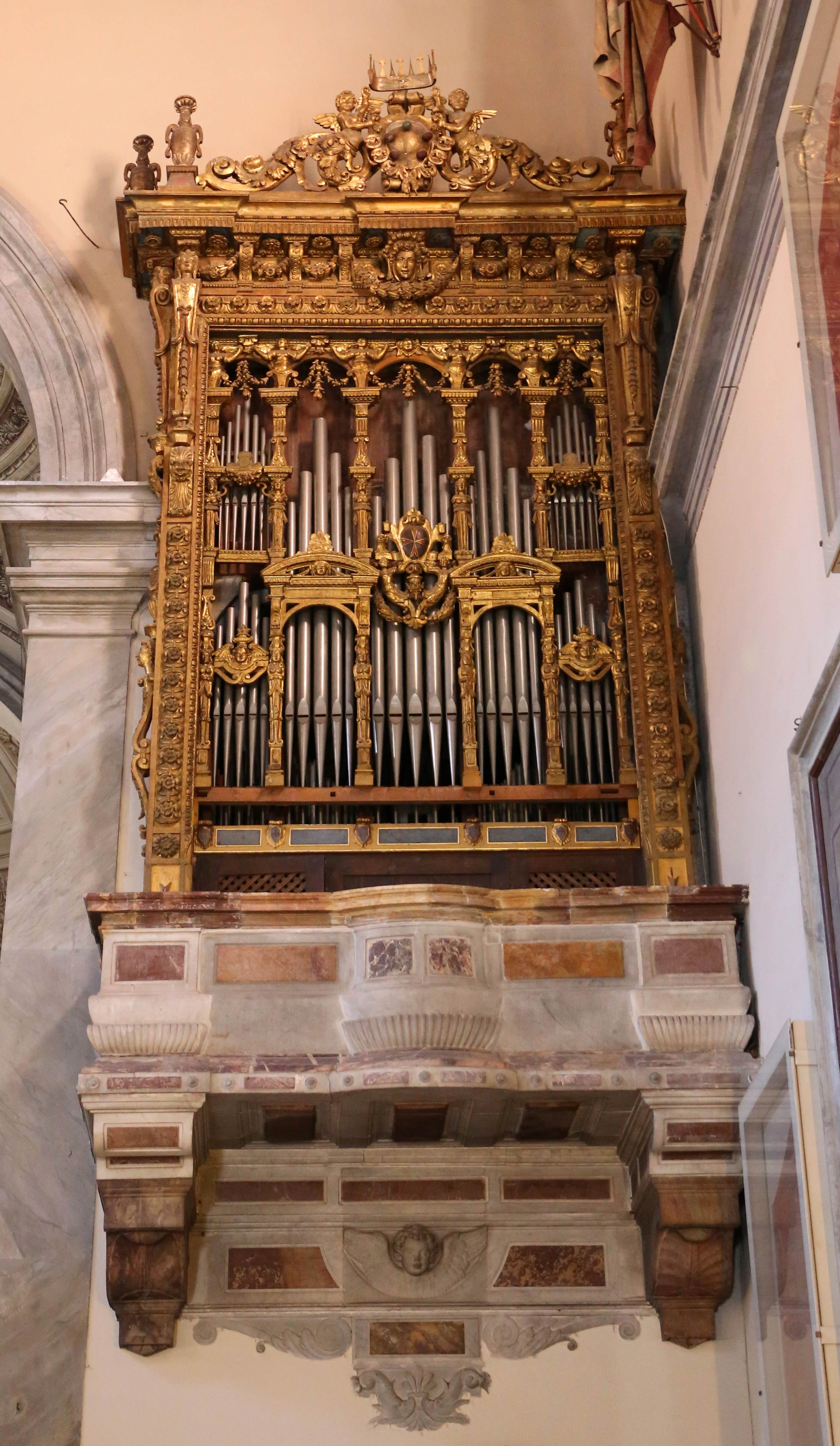
Orgel von Onofrio Zeffirini in der Kirche Santo Stefano dei Cavalieri in Pisa

## Instrumentenbau
- In Pisa wird 1571 in der Kirche Santo Stefano dei Cavalieri die Orgel von Onofrio Zeffirini fertiggestellt.

## Geboren

### Geburtsdatum gesichert
- 15. Januar (getauft): Henry Ainsworth, englischer Pfarrer und Psalmodist, Autor des Ainsworth Psalter († 1622)[1]
- 15. Februar: Michael Praetorius, deutscher Komponist († 1621)
- 23. April: Leone da Modena, italienischer Rabbiner, Kantor und Gelehrter († 1648)
- 17. Mai (getauft): William White, englischer Komponist († 1634)[2]
- 07. August: Thomas Lupo, englischer Komponist († 1627)
- 27. Dezember: Johannes Kepler, deutscher Naturphilosoph, Mathematiker, Astronom, Astrologe, Optiker, Musiktheoretiker und evangelischer Theologe († 1630)

### Genaues Geburtsdatum unbekannt
- John Ward, englischer Komponist († 1638)

### Geboren um 1571
- Filippo Lomazzo, italienischer Musikverleger († um 1630)
- Filipe de Magalhães, portugiesischer Komponist († 1652)
- Giovanni Picchi, italienischer Lautenist, Organist und Komponist († 1643)

## Gestorben

### Todesdatum gesichert
- 13. Februar: Benvenuto Cellini, italienischer Bildhauer, Goldschmied, Kornettist und Flötist (* 1500)
- 25. März: Giovanni Animuccia, italienischer Kirchenkomponist (* um 1514)
- 07. Juni: Francesco Corteccia, italienischer Organist, Kapellmeister und Komponist (* 1502)
- 01. Oktober: Petrus Herbert, deutscher evangelischer Theologe und Kirchenlieddichter (* um 1533)
- 24. November: Jan Blahoslav, Bischof der Böhmischen Brüder sowie Humanist, Schriftsteller und Lieddichter (* 1523)

### Gestorben um 1571
- Bernardino de Ribera, spanischer Komponist (* 1520)[3]